# Station Eygelshoven Markt
Station Eygelshoven Markt is een station in Eygelshoven, aan de spoorlijn Heerlen - Herzogenrath.

## Oude station
Het oude station Eygelshoven werd geopend in 1909. Deze halte werd in de volksmond de kegelbaan genoemd. Het personenvervoer werd in 1952 gestaakt, omdat de Nederlandse Spoorwegen de lijn te onrendabel vond. Het oude stationsgebouw werd toen waarschijnlijk ook gesloopt. Het station aan de andere kant van het dorp, aan de spoorlijn Heerlen - Kerkrade, dat eerst station Hopel heette werd hierna omgedoopt in station Eygelshoven.

## Nieuw station
In september 2007 werd begonnen met de aanleg van een nieuw station op deze locatie. Dit station is bij het begin van de dienstregeling van 2008, op 9 december 2007, in gebruik genomen. 
Op het station was gedurende een jaar na de opening enkel een Duitse kaartautomaat op het perron aanwezig. Op 14 februari 2008 zijn in de Tweede Kamer een viertal Kamervragen omtrent het ontbreken van een NS-kaartautomaat aan de orde gekomen. Daaruit is naar voren gekomen dat het Ministerie van Verkeer en Waterstaat de onkosten voor het plaatsen van dergelijke automaten zal vergoeden. Het Ministerie heeft er bij de provincie Limburg op aangedrongen de automaten zo spoedig mogelijk te plaatsen. Na enige tijd werd duidelijk dat er geen dataverkeer mogelijk was voor een NS-kaartautomaat. Eind mei 2009 zijn deze voorzieningen alsnog aangebracht en sinds 3 juni 2009 is de NS-kaartautomaat in gebruik.
Eind augustus 2014 is er een paal met OV-chipkaartlezer geplaatst waardoor er met een chipkaart kan worden in- en uitgecheckt.

## Treinverbindingen
De volgende treinserie halteert in de dienstregeling 2025 te Eygelshoven Markt:
| Serie            | Treinsoort                                             | Route                                                                                                 | Bijzonderheden |
| ---------------- | ------------------------------------------------------ | --- | --- |
| 18900 RE 18 S 43 | Sneltrein / Regional-Express / S-trein (Arriva / NMBS) | (Luik-Guillemins – ) Maastricht – Heerlen – Landgraaf – Eygelshoven Markt – Herzogenrath – Aachen Hbf | Drielandentrein (LIMAX). Tussen Luik-Guillemins en Maastricht wordt 1x/uur gereden. Tussen Maastricht en Aachen wordt 2x/uur gereden. |

## Voor- en natransport
De volgende buslijnen stoppen sinds 12 december 2021 bij dit station:
- Lijn 6: Heerlen Station - Landgraaf - Station Eygelshoven Markt - Eygelshoven - Kerkrade Busstation
- Lijn 606: Kerkrade Busstation → Eygelshoven → Landgraaf → Heerlen Zuyd Hogeschool
- Lijn 723: Landgraaf Station - Eygelshoven - Ubach over Worms - Rimburg - Übach-Palenberg

## Afbeeldingen

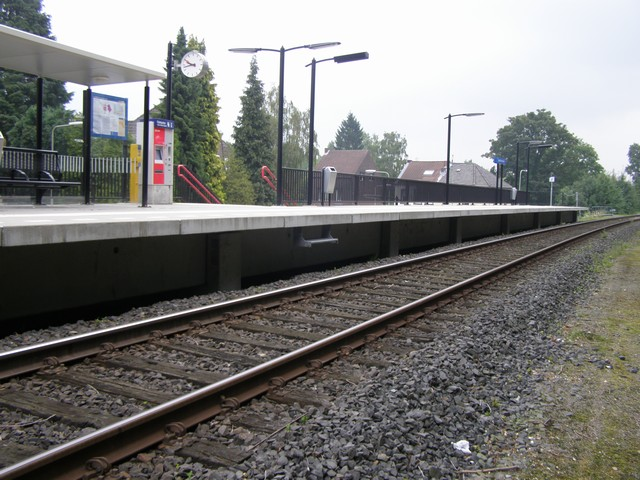
Het perron in 2011
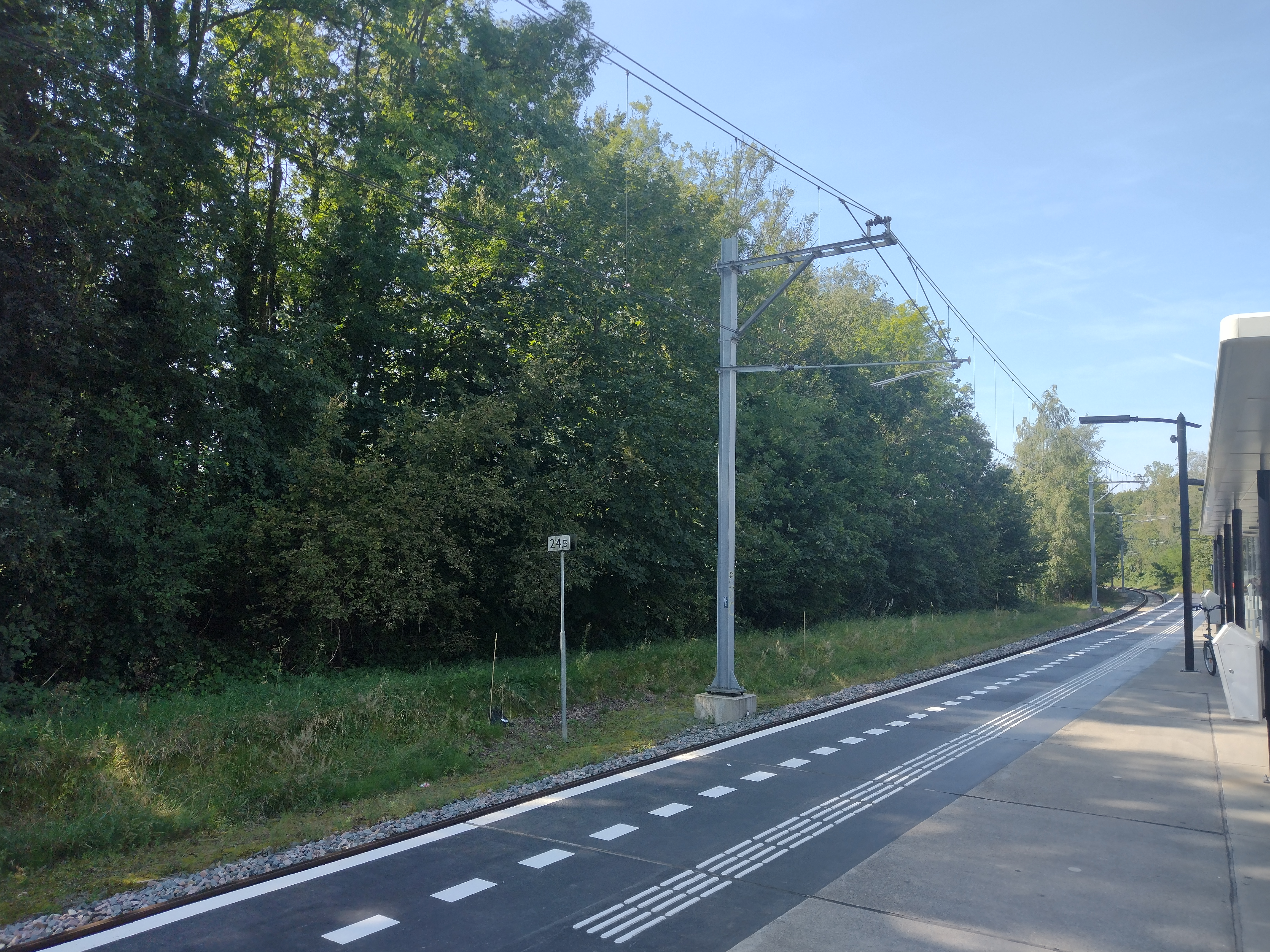
Het perron in 2024
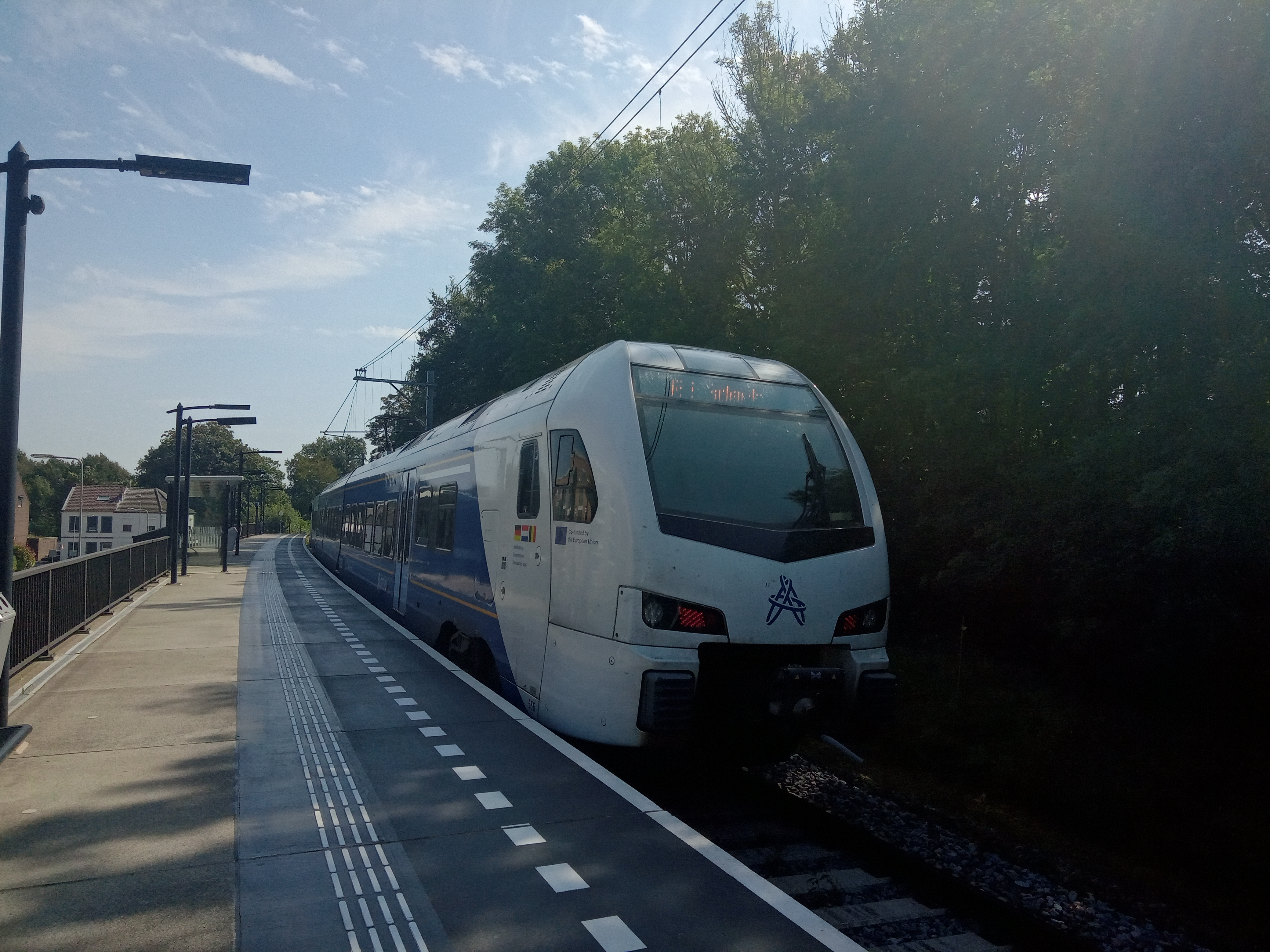
Arriva FLIRT op het station

0: Sittard · 2: Ophoven · 4: 
Geleen Oost · 7:
Spaubeek · 9:
Schinnen · 12:
Nuth · 15:
Hoensbroek · 19:
Heerlen · 20:
Heerlen de Kissel · 22:
Landgraaf · 25:
Eygelshoven Markt · 26:
Kerkrade Rolduc (Haanrade) · 27: Rolduc Lokaal · 29:
Herzogenrath
Beek-Elsloo ·
Blerick · 
Bunde · 
Chevremont · 
Echt ·
Eijsden ·
Eygelshoven ·
-Markt · 
Geleen:
-Lutterade · 
-Oost · 
Heerlen ·
-Woonboulevard ·
Hoensbroek · 
Horst-Sevenum · 
Houthem-Sint Gerlach · 
Kerkrade Centrum ·
Klimmen-Ransdaal · 
Landgraaf · 
Maastricht ·
-Noord · 
-Randwyck · 
Meerssen ·
Mook-Molenhoek ·
Nuth · 
Reuver · 
Roermond ·
Schin op Geul · 
Schinnen · 
Sittard · 
Spaubeek · 
Susteren · 
Swalmen · 
Tegelen · 
Valkenburg · 
Venlo · 
Venray ·
Voerendaal · 
Weert
Voormalige stations: zie de lijst van voormalige spoorwegstations in Limburg (Nederland)